# اروین گرنون
اروین گرنون (انگلیسی: Irvin Gernon؛ زادهٔ ۳۰ دسامبر ۱۹۶۲) بازیکن فوتبال اهل بریتانیا است.
از باشگاه‌هایی که در آن بازی کرده‌است می‌توان به باشگاه فوتبال گیلینگام، باشگاه فوتبال ردینگ، باشگاه فوتبال ایپسویچ تاون، و باشگاه فوتبال نورث‌همپتون تاون اشاره کرد.
وی همچنین در تیم ملی فوتبال زیر ۲۱ سال انگلستان بازی کرده‌است.